# نبيل عليوي
نبيل عليوي (مواليد 18 فبراير 1999) هو لاعب كرة قدم فرنسي يلعب كمهاجم في نادي موناكو.

## روابط خارجية
- نبيل عليوي على موقع اتحاد تركيا (لاعب) (الإنجليزية)
- نبيل عليوي على موقع قاعدة بيانات كرة القدم.إي يو (الإنجليزية)
- نبيل عليوي على موقع بيانات كرة القدم. دي إي (الألمانية)
- نبيل عليوي على موقع ليكيب (الفرنسية)
- نبيل عليوي على موقع Soccerway.com (الإنجليزية)
- نبيل عليوي على موقع عالم كرة القدم.نت (الإنجليزية)